# キャッスルフォアコート
キャッスルフォアコート (Castle Forecourt) とは、ウォルト・ディズニー・ワールド・リゾートのマジック・キングダムと東京ディズニーランドにある広場のことである。なお、東京ディズニーランドに関しては、中央鑑賞エリアでショーを見ることができる「抽選」についても本項で解説する。

## 東京ディズニーランド
東京ディズニーランドのキャッスルフォアコートは、シンデレラ城前にあり、プラザの一角をなしているエリアの総称である。2002年に改装され、この名前がついた。リニューアル前はプラザのパレードルートと同じく、段差があり、コンクリートでできていたが、リニューアル後はそういった段差が無くなり、舗装もコンクリートから石畳になった。
キャッスルフォアコートにできる特設ステージのことを、キャッスルフォアコートステージ （Castle Forecourt Stage）という。キャッスルフォアコートステージは、スペシャルイベント時（クリスマスや夏のイベントなど）になると設置される。スペシャルイベントが無い時や、キャッスルフォアコートを使用しないスペシャルイベントを開催している時などはステージは撤去される。
シンデレラ城の工事やステージの設置工事が行われる際はキャッスルフォアコートの一部が縮小される。

### 抽選
キャッスルフォアコートステージで行われるショー、またはキャッスルプロジェクションが開催される際に、キャッスルフォアコート内に設置される「中央鑑賞エリア」での鑑賞を希望する場合は、抽選をして当選しなければならない（ただし、パークの運営状況によっては抽選が行われない場合もある）。
東京ディズニーリゾート・バケーションパッケージのプランによっては「中央鑑賞エリア」にて楽しめる、ショー鑑賞券がついてくることがある。

#### 抽選場所
- クリスタルパレス・レストラン前（2003年1月25日〜同年3月20日）
紙製の抽選券を配布
『シンデレラブレーション:ライツ・オブ・ロマンス』（2003年版）開催期間中。
- 東京ディズニーランド中央鑑賞エリア抽選会場（「ミート・ザ・ワールド」跡地）（2003年4月15日〜2005年12月25日）
東京ディズニーランド20thアニバーサリー『ミッキーのギフト・オブ・ドリームス』からクリスマス・ファンタジー 2005『ミッキーのマジカルクリスマスツリー』まで。
- トゥモローランド・ホール （2006年1月17日〜）

2005年12月25日までは、既にクローズしたアトラクション「ミート・ザ・ワールド」の建物を利用して抽選会場にしていた（入口と出口が抽選会場だった）が、2006年1月17日（『シンデレラブレーション:ライツ・オブ・ロマンス』スタート日）に、新しく抽選会場専用施設「トゥモローランド・ホール」がオープンしたため、同日よりこちらで抽選が行われることになった。

### DPA(ディズニー・プレミアアクセス)
アトラクションやショー、パレードの事前予約(有料)であるDPA(ディズニー・プレミアアクセス)における「キャッスルフォアコート」での鑑賞エリアは
2024年1月10日(水)〜3月19日(火)　ディズニー・パルパルーザ第一弾「ミニー@ファンダーランド」より販売を実施。
パレードにおいて2ndフロート停止位置の鑑賞エリア「キャッスルフォアコート」を希望する場合は、東京ディズニーリゾートオフィシャルアプリよりDPA(ディズニー・プレミアアクセス)の購入が必要。
金額は他のショー・パレードやエリアと同じ税込2,500円(2024年1月現在)
販売開始は当日の開園後〜先着順。
・鑑賞エリア内での鑑賞位置は、あらかじめ指定あり。当日は足元のしるしに合わせての鑑賞となる。
・鑑賞位置の番号は、ディズニー・プレミアアクセス購入完了後に画面に表示される。
東京ディズニーリゾート・バケーションパッケージのプランによっては「キャッスルフォアコート」鑑賞エリアの最前列にて楽しめる、ショー鑑賞券をつけることが可能。